# Pedro Chappe Garcia
Pedro Chappe Garcia, född 16 juni 1945, död 15 maj 2003, var en kubansk basketspelare som tog OS-brons 1972 i München. Detta var Kubas första tillika enda OS-medalj i basket. Han dog av en stroke då han arbetade i Spanien.